# Lgov
Lgov (russisk: Льгов; tr. Lgov) er en by i den sydvestlige del af den europæiske del af Rusland. 
Lgov ligger ved floden Sejm, en biflod til floden Desna ca. 80 kilometer vest for byen Kursk. Byen blev nævnt første gang i 1152 under navnet Olgov og fik bystatus i 1779. Den har et indbyggertal på 16.779 (2024) indbyggere. Den er hovedby i Lgov rajon (selv om byen selv ikke er en del af rajonen) i Kursk oblast.